# Cezary Baroniusz
Cezary Baroniusz (wł. Cesare Baronio; ur. 30 sierpnia albo 31 października 1538 w Sorze, zm. 30 czerwca 1607 w Rzymie) – włoski kardynał, Czcigodny Sługa Boży Kościoła katolickiego, historyk i hagiograf.

## Życiorys
Urodził się 30 sierpnia albo 31 października 1538 roku w Sorze, jako syn Camilla Baronio i Porzii Febonii. Rozpoczął studia w 1556 roku w Neapolu, jednak z powodu wojny przeniósł się do Rzymu, gdzie został studentem cywilisty i kanonisty Cesarego Costy. Baroniusz uzyskał doktorat z prawa, a w 1557 roku poznał Filipa Neriego i wstąpił do zakonu oratorian. 20 maja 1561 roku przyjął święcenia diakonatu, a 27 maja 1564 roku – prezbiteratu. Chcąc pozostać blisko Neriego, odmówił przyjęcia funkcji opata w Sorze. Grzegorz XIII powierzył mu zadanie rewizji katalogu męczenników pierwszych wieków chrześcijaństwa, czego owocem było dzieło Martyrologium Rzymskie (łac. Martyrologium Romanum, 1586). W 1593 roku został przełożonym generalnym filipinów (zastępując sędziwego Neriego), a dwa lata później protonotariuszem apostolskim. 5 czerwca 1596 roku został kreowany kardynałem prezbiterem i otrzymał kościół tytularny Santi Nereo ed Achilleo. W latach 1597–1607 pełnił funkcję Bibliotekarza Kościoła Rzymskiego. Brał udział w obu konklawe w 1605 roku; na pierwszym z nich był poważnym kandydatem na papieża, ale jego ewentualnemu wyborowi sprzeciwiła się Hiszpania. Zmarł 30 czerwca 1607 roku w Rzymie i został pochowany w kościele Santa Maria in Vallicella.
Przez wiele lat pracował nad swoim najsłynniejszym dziełem, Annales ecclesiasticia a Christo nato ad annum 1198, które w dwunastu tomach przedstawiało dzieje Kościoła od czasów Chrystusa do 1198 roku. Tomy ukazywały się w latach 1588–1607, ostatni już po śmierci kardynała.
12 stycznia 1745 roku Benedykt XIV ogłosił dekret o heroiczności cnót. 15 kwietnia 2007 roku proces kanonizacyjny Baroniusza został ponownie otwarty.